# David Tennant

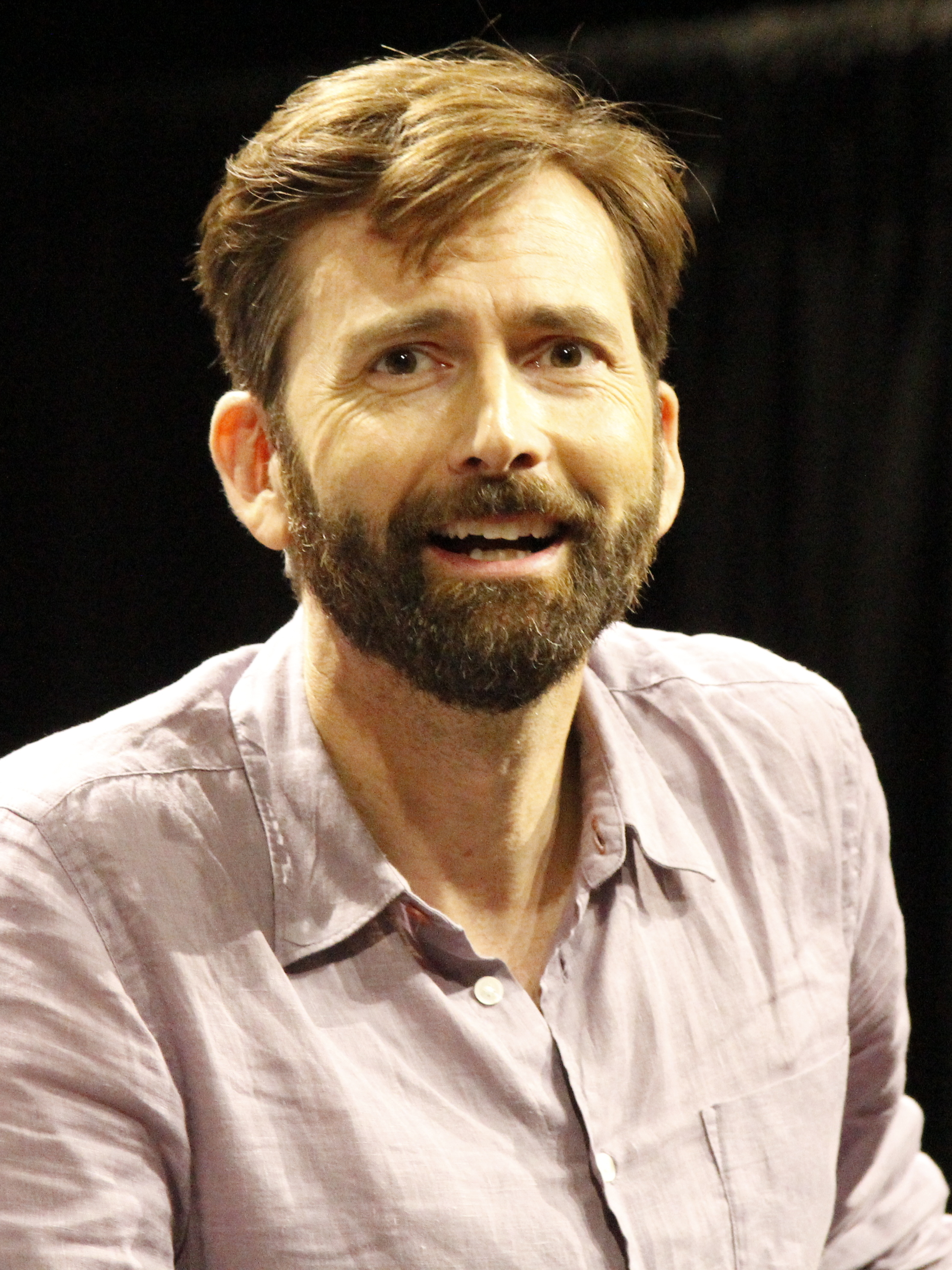
David Tennant (2019)

David Tennant (* 18. April 1971 in Bathgate, West Lothian, Schottland als David John McDonald) ist ein britischer Schauspieler und Synchronsprecher.
International bekannt wurde der vielfach ausgezeichnete Darsteller ab den 2000er Jahren durch seine Darstellung des zehnten Doktors in der Science-Fiction-Kultserie Doctor Who, des D.I. Alec Hardy in Broadchurch, des Kilgrave in der Netflix-Serie Marvel’s Jessica Jones und des Barty Crouch jr. im Film Harry Potter und der Feuerkelch. Von 2017 bis 2021 sprach er Dagobert Duck in DuckTales.

## Leben und Karriere

### Kindheit und Ausbildung
David John McDonald ist der jüngste Sohn des presbyterianischen Reverends Alexander „Sandy“ McDonald (1937–2016) und dessen Frau Essedale Helen McDonald, geborene McLeod (1940–2007). Er wuchs in Ralston, einem Ortsteil von Paisley, nahe Glasgow auf, wo sein Vater Pfarrer und zeitweise Moderator der Church of Scotland war. Seine Mutter war Hausfrau und ehrenamtlich in der Kirche tätig. Sein Bruder Blair ist sechs Jahre älter, seine Schwester Karen acht Jahre.
Im Alter von drei Jahren äußerte er erstmals den Wunsch, Schauspieler zu werden. Als Fan der britischen Science-Fiction-Familienserie Doctor Who benennt er als seine frühesten Kindheitserinnerungen das Nachspielen von Filmszenen im Garten der Familie. Während der Schulzeit trat er im Schultheater auf und besuchte die Samstagskurse des Junior Conservatoire des Royal Conservatoire of Scotland. Nach seinem Schulabschluss 1988 zog Tennant nach Glasgow und begann ein Schauspielstudium an der Royal Scottish Academy of Music and Drama (RSAMD) als Jüngster seines Jahrgangs. Zunächst wohnte er bei seiner älteren Schwester, dann in Wohngemeinschaften mit Kommilitonen. 1991 schloss er sein Bachelorstudium erfolgreich ab.

### Künstlername
Als sich David McDonald im Alter von 16 Jahren für seine erste Fernsehrolle bei der britischen Schauspielergewerkschaft Equity registrieren ließ, war dort bereits ein gleichnamiger Schauspieler eingeschrieben. Deswegen verwendete er fortan um Verwechslungen zu vermeiden einen Künstlernamen, den er nach Neil Tennant wählte, dem Sänger der Pet Shop Boys. Den Namen Tennant verwendet er heute auch als Privatperson, seine Frau und seine Kinder tragen ihn ebenfalls.

### Frühe Karriere
Tennant begann seine Schauspielkarriere während der Schulzeit mit 16 Jahren in einem Fernsehspot der schottischen Gesundheitsbehörde gegen das Rauchen. Ein Jahr später bekam er eine Rolle in einer Episode der schottischen Kinderserie Dramarama. Tennants erste professionelle Rolle nach seinem Universitätsabschluss war bei der politischen Theatergruppe 7:84. Die Kompanie war 1971 von Dramaturg John McGrath gegründet worden und benannt nach einer Statistik im Economist von 1966, nach der 7 % der schottischen Bevölkerung über 84 % des gesamten Vermögens verfügten. Tennants erster Auftritt mit der Gruppe war eine Inszenierung von Bertolt Brechts Der aufhaltsame Aufstieg des Arturo Ui, bei der die nur sechs Ensemble-Mitglieder 20 Rollen unter sich aufteilten.
In seiner ersten großen Fernsehrolle spielte er 1994 in der sechsteiligen BBC-Serie Takin’ Over the Asylum den manisch-depressiven Campbell. Die Serie gewann mehrere Preise, unter anderem je einen BAFTA und BAFTA Scotland Award als beste Serie. Für Tennant wurde sie zum Sprungbrett ans englische Theater und später zum Film, ihm zufolge erhielt er jeden weiteren Job, weil Produzenten ihn in Takin’ Over the Asylum gesehen hätten.
Spätestens mit seinen Theaterauftritten in What the Butler Saw (1994–1995 mit dem Royal National Theatre) und Die Glasmenagerie (1996 mit dem Dundee Repertory Theatre) machte er als Bühnenschauspieler auf sich aufmerksam. Noch im selben Jahr erhielt er ein Engagement der renommierten Royal Shakespeare Company (RSC). Seine erste Rolle als festes Ensemblemitglied war die des Hofnarren Prüfstein in Shakespeares Komödie Wie es euch gefällt (1996). Tennant erzählte später, eine eindrucksvolle Darstellung eben dieser Figur habe ihn als jungen Schüler erstmals für Shakespeares Welt begeistern können. Gleichzeitig war er mit der RSC in zwei modernen Stücken, The Herbal Bed und The General from America zu sehen. In Letzterem übernahm er die Hauptrolle des Alexander Hamilton. Anschließend spielte er meist komödiantische Rollen, wie Antipholus von Syracuse in Die Komödie der Irrungen (2000), aber auch tragische Rollen wie die des Romeo in Romeo und Julia (2000). Für seine Leistung in Die Komödie der Irrungen wurde er für einen Ian Charleson Award nominiert. 2003 folgte eine Olivier-Nominierung als bester Schauspieler für seine Darstellung von Jeff in Lobby Hero.
Seine erste Hauptrolle auf der Großbildleinwand erhielt er 1998 in der Liebeskomödie L.A. Without a Map, die auch in deutschen Kinos zu sehen war. 2003 spielte er die Rolle Ginger Littlejohn im starbesetzten britischen Kinofilm Bright Young Things von Stephen Fry. Ab 2004 stieg Tennants Bekanntheitsgrad durch Haupt- und Nebenrollen in den britischen Fernsehproduktionen He Knew He Was Right (2004), Blackpool (2004), Casanova (2005) und Der Feind in meinem Haus (Secret Smile, 2005). In diesen Filmen spielt er sowohl stark komödiantisch (Casanova) als auch dramatisch angelegte Rollen (He Knew He Was Right); Blackpool ist außerdem als Jukebox-Musical konzipiert und Secret Smile zeigt Tennant als mörderischen Soziopathen. Innerhalb kurzer Zeit konnte er sich so als vielseitiger Schauspieler präsentieren und profilieren. Durch seine Rolle als Barty Crouch jr. in Harry Potter und der Feuerkelch (2005) wurde Tennant auch international bekannt.

### Doctor Who (2005–2010, 2022–2023)

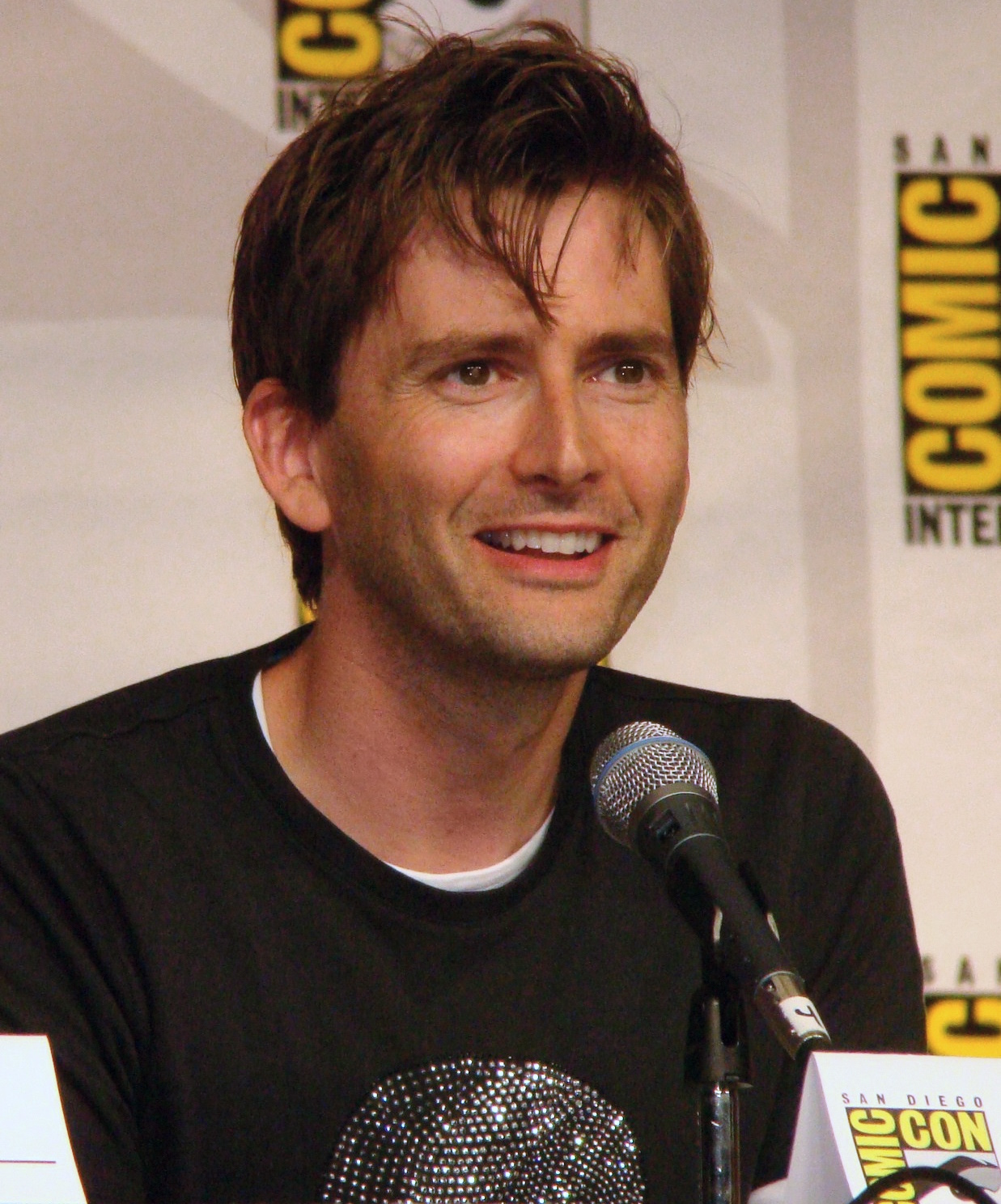
David Tennant auf der Comic-Con (2009)

Nachdem der Doctor-Who-Produzent und Drehbuchautor Russell T Davies mit Tennant bereits im Fernsehdreiteiler Casanova (2005) zusammengearbeitet hatte, bot er ihm die begehrte Titelrolle der Kult-Science-Fiction-Serie an. Tennant verkörpert den zehnten Doktor, und spielte die Rolle in den Staffeln 2–4 und den 2009/2010 Specials, in mehreren Sonderfolgen, in einer Episode der Ablegerserie The Sarah Jane Adventures, in Parodien (z. B. in Extras oder in der Catherine Tate Show), in den animierten Serien Infinite Quest und Dreamland und in mehreren Doctor-Who-Hörbüchern. Hochkarätige Darsteller wie Timothy Dalton, Derek Jacobi oder Lindsay Duncan traten in Gastrollen neben Tennant auf.
Die Rolle machte Tennant zu einem der bekanntesten und gefragtesten Schauspieler Großbritanniens. Unter anderem erhielt er 2006 den BAFTA Cymru als „bester Schauspieler“ und viermal in Folge den National Television Award als „beliebtester Schauspieler“, die wichtigste von Zuschauern vergebene Auszeichnung in Großbritannien. Er sprach immer wieder über seine Freude, mit der Rolle seinen Kindheitstraum zu erfüllen.
Die Dreharbeiten zu Doctor Who nahmen neun Monate im Jahr ein, daneben war Tennant in weiteren, sehr unterschiedlichen Rollen zu sehen. Unter anderem spielte er die Hauptrollen in den BBC-Produktionen Recovery (2007), Learners (2007) und Einstein and Eddington (2008). In Letzterem verkörpert er den Astrophysiker Arthur Stanley Eddington neben Andy Serkis als Albert Einstein.
Im Sommer 2007 belegte Tennant Platz 24 einer von The Guardian herausgegebenen Liste der 100 einflussreichsten Personen in den britischen Medien und war damit der höchstplatzierte Schauspieler.:
Im Oktober 2008 gab Tennant seinen Ausstieg aus der Serie bekannt. Es sei für ihn der „beste Job der Welt“, doch er wolle gehen, bevor die Rolle für ihn zur Routine werde. Seine letzte reguläre Doctor-Who-Folge The End of Time Part 2 wurde am 1. Januar 2010 im britischen Fernsehen ausgestrahlt und von 10,4 Millionen Zuschauern gesehen.
Im November 2013 schlüpfte Tennant für Der Tag des Doktors, die Sonderfolge zum 50. Jubiläum von Doctor Who, erneut in seine Paraderolle des zehnten Doktors. Neben ihm waren auch sein Nachfolger Matt Smith und Kriegsdoktor John Hurt in den Rollen ihrer jeweiligen Inkarnationen des Charakters vertreten.
Zudem wurde im Mai 2022 bekannt, dass er zum 60. Jubiläum der Serie im Jahr 2023 an der Seite von Co-Star Catherine Tate erneut in der Rolle zu sehen sein wird. Dennoch trat er bereits im Oktober 2022 beim ausgestrahlten Jubiläumsspecial als Nachfolger von Jodie Whittaker auf, wobei er nun den vierzehnten Doktor verkörpert.

### Hamlet und Love’s Labour’s lost

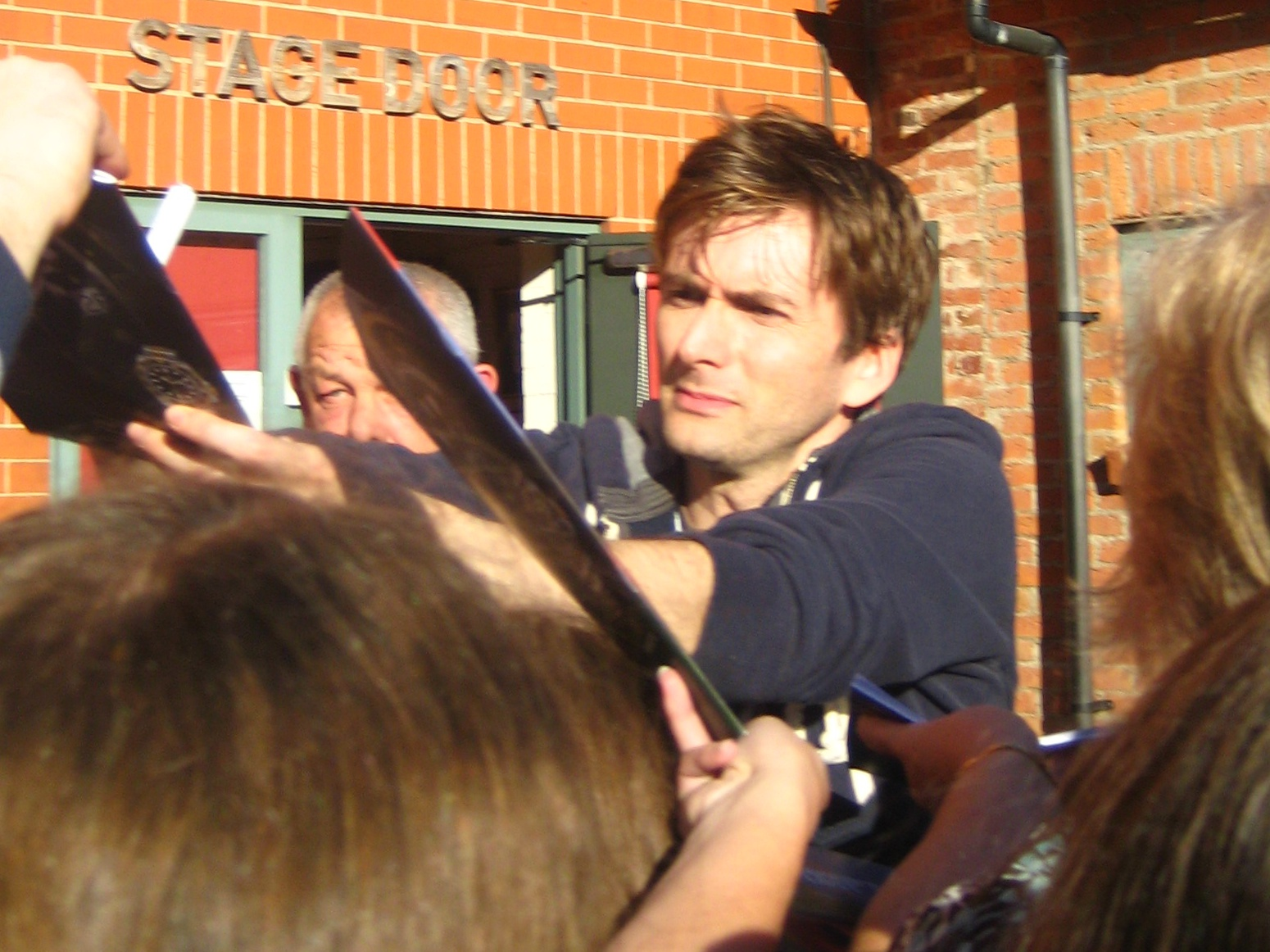
Tennant am Bühneneingang in Stratford-upon-Avon (2008)

Zeitgleich mit Tennant verabschiedeten sich von Doctor Who nach fünf Jahren auch Showrunner Russell T Davies und Produktionsleiterin / BBC-Wales-Chefin Julie Gardner, um sich neuen Projekten zuzuwenden. Um den starken Einschnitt und die daraus resultierenden Veränderungen in Personal und Arbeitsweise angemessen vorbereiten und überbrücken zu können, wurde für 2009 anstatt einer vollständigen Doctor Who Staffel lediglich die Ausstrahlung von fünf Sonderfolgen in Überlänge geplant. Aus diesem Grund konnte Tennant schon 2008 zum Royal Shakespeare Theatre zurückkehren, um mit dem Ensemble der RSC erst die Titelrolle der Tragödie Hamlet (neben Patrick Stewart als Claudius) und anschließend die Komödie Verlorene Liebesmüh in Stratford-upon-Avon aufzuführen. Wegen Tennants Popularität in Großbritannien war der Auftritt mit großem Medieninteresse verbunden.
Die Hamlet-Produktion wie auch Tennants Darstellung des dänischen Prinzen wurden von Theaterkritikern durchweg positiv aufgenommen. Die Inszenierung von Love’s Labour’s Lost erhielt dagegen mittelmäßige Kritiken, doch auch hier wurde die hervorragende Leistung Tennants in der Rolle des Berowne hervorgehoben. Charles Spencer, Theaterkritiker des Daily Telegraph, beschrieb die Hamlet-Inszenierung als eine der besten Hamlet-Produktionen, die er je gesehen habe, und Tennant als einen „außergewöhnlich charismatischen Schauspieler mit überzeugendem Anspruch auf wahre Größe“. Der Theaterkritiker Michael Billington beschrieb die Hamlet-Produktion im Guardian unter der Überschrift „David Tennant ist der beste Hamlet seit Jahren“ und lobte Tennant als einen „Hamlet von quecksilbriger Klugheit, mimetischer Vitalität und ausgelassener Komik: einer der witzigsten, die ich je gesehen habe“. Hamlet wurde im Dezember 2008 nach London ins Novello Theatre transferiert, doch Tennant erlitt einen Bandscheibenvorfall und wurde vom Einspringer Edward Bennett vertreten. Anfang Januar übernahm er die Rolle wieder.
Im Auftrag der BBC und der Royal Shakespeare Company wurde das Stück im Sommer 2009 in gleicher Besetzung verfilmt und am 26. Dezember 2009 auf BBC Two ausgestrahlt. Der dreistündige Fernsehfilm wurde an diesem Tag von 900.000 Zuschauern gesehen, eine Erfolgsquote, die die BBC zur Produktion weiterer Shakespeare-Verfilmungen und Dokumentationen für das Jahr 2012 veranlasste.
Im April 2011 gab die britische Royal Mail eine Briefmarke mit Tennant als Prinz Hamlet heraus, um das 50-jährige Jubiläum der RSC zu feiern. Bereits zwei Jahre später wurde er im Rahmen einer Sonderedition anlässlich des 50. Jubiläums von Doctor Who ein weiteres Mal zum Abbild auf einer nationalen Briefmarke.

### 2010–2019
Hamlet, Doctor Who, mehrere (Animations-)Kinderfilme und diverse Interviews in der Aussicht auf neue Projekte führten dazu, dass David Tennant allein über die beiden Weihnachtsfeiertage von 2009 ganze 75-mal in Fernsehen und Radio zu sehen bzw. hören war.
Nach Tennants Ausstieg aus Doctor Who erhielt er die Hauptrolle in dem Serienpilot Rex is not your Lawyer beim Sender NBC. Dies war Tennants erstes nordamerikanisches Projekt, doch der Pilot wurde nicht zur Serie. Die vierteilige BBC-Miniserie Single Father, in der Tennant einen zunehmend verzweifelnden Witwer und Vater von fünf Kindern spielt, wurde im Oktober 2010 auf BBC One ausgestrahlt und brachte ihm seine zweite Nominierung der Royal Television Society (2008 für Recovery und Doctor Who) und die vierte Auszeichnung mit dem TV Choice Award (2006, 2007, 2008 für Doctor Who) als bester Schauspieler ein.
Im April 2011 war er im Fußballdrama United zu sehen, einem weiteren BBC-Projekt, das sich mit dem Wiederaufbau der Mannschaft nach dem Flugzeugunglück des Manchester United Teams 1958 befasst. Darin spielte er Trainer Jimmy Murphy, seine erste Fernsehrolle mit walisischem Dialekt.
Am 24. April 2011 spielte er die Hauptrolle im Radiohörspiel Kafka: The Musical von Murray Gold (Filmkomponist unter anderem für Single Father, Casanova und Doctor Who) auf Radio 3. Noch im gleichen Jahr gewann Tennant für seine Darstellung des Franz Kafka den BBC Audio Drama Award als Bester Darsteller.
Vom 16. Mai bis zum 3. September 2011 trat Tennant neben Doctor Who Co-Star Catherine Tate in der Shakespeare-Komödie Much Ado About Nothing im Londoner Wyndham’s Theatre auf. Die Produktion brach alle Verkaufsrekorde des Wyndham’s Theatre und wurde von Kritikern als der „Wohlfühl-Hit des Sommers“ und „Shakespeare mit Verstand und Herz“ beschrieben. Wegen der großen Nachfrage wurde das Bühnenstück gefilmt und als Download bereitgestellt.
Tennants erster Hollywoodfilm war Fright Night (2011, Neuverfilmung von Tom Hollands gleichnamiger Horrorkomödie von 1985), er übernahm darin die Rolle des Bühnenmagiers Peter Vincent, die im Original von Roddy McDowall gespielt wurde. Der Film erschien im Oktober 2011 in deutschen Kinos. In der britischen Liebeskomödie Wer ist die Braut? (The Decoy Bride), die im Sommer 2010 gedreht wurde, ist er an der Seite von Kelly Macdonald und Alice Eve zu sehen.
In der ersten Episode der skurrilen britischen Sitcom This is Jinsy spielte Tennant einen übertriebenen Show-Moderator. Außerdem arbeitete Tennant 2011 an zwei Projekten mit teilweise improvisiertem Drehbuch. Das BBC One-Drama True Love, in dem unter anderem auch seine Doctor-Who-Costars Billie Piper und David Morrissey mitspielen, wurde im Juni 2012 ausgestrahlt. In der britischen Familienkomödie Nativity 2 – The Second Coming spielt er die beiden Hauptrollen von Mr Peterson und seinem Zwillingsbruder, zwei Lehrern, die mit ihren Klassen bei einem Wettbewerb zur besten Weihnachtsaufführung konkurrieren. Der Film erschien Weihnachten 2012 in britischen Kinos. Im Animationsfilm Die Piraten! – Ein Haufen merkwürdiger Typen (The Pirates! In an Adventure with Scientists) spricht er im Englischen die Stimme von Charles Darwin. Im zweiteiligen Agententhriller Die Spione von Warschau, produziert für BBC Four, ARTE France und TVP, spielt er die Hauptrolle. Im dreiteiligen Politikdrama The Politician’s Husband, das 2013 auf BBC Two ausgestrahlt wurde, spielen er und Emily Watson die Hauptrollen.
Im Herbst 2013 und erneut 2016 kehrte Tennant für je eine Saison zur Royal Shakespeare Company zurück, um Richard II zu spielen. Zum Ende der ersten Saison 2014 wurde eine der Aufführungen im Royal Shakespeare Theatre (RST) aufgezeichnet und auf DVD veröffentlicht. Seit 2012 ist er außerdem festes Mitglied im Verwaltungsrat (Vorstand) der RSC.
Zwischen 2013 und 2017 spielte er die Hauptrolle des Detective Inspector Alec Hardy in Chris Chibnalls gefeierter Krimiserie Broadchurch. Seine Darstellung des unnahbaren und schmerzgeschüttelten Kriminalisten wurde allein in Großbritannien zur Erstausstrahlung von 9 Millionen Zuschauern pro Folge gesehen und zog in ihrer Popularität beinahe mit der des zehnten Doctors gleich. Im US-amerikanischen Remake der ersten Staffel – Gracepoint (FOX) – verkörperte er die gleiche Rolle noch einmal mit amerikanischem Akzent und neuem Namen; alle anderen Rollen wurden neu besetzt, die Namen der Charaktere dafür beibehalten.
Im Jahr 2015 spielte er den Bösewicht Kilgrave in der Netflix-Serie Marvel’s Jessica Jones.
Am 5. Juli 2016 verlieh das Royal Conservatoire of Scotland (RCS, ehemals RSAMD) ihrem Alumnus von 1991 die Ehrendoktorwürde der Fakultät für Schauspiel. Mit ihm ausgezeichnet wurden Sir Matthew Bourne (englischer Choreograf; Ehrendoktorwürde der Fakultät für Tanz) und Ralph Kirshbaum (US-amerikanischer Musikpädagoge/Cellist; Ehrendoktorwürde der Fakultät für Musik). Die Auszeichnung geht mit der Einladung einher, an der Universität Meisterkurse im jeweiligen Fachgebiet zu leiten.
Am 26. Februar 2017 feierte das Drama-Biopic Mad to Be Normal von Dokumentarfilmer Robert Mullan im Rahmen des Glasgow Film Festival Premiere. Tennant übernahm darin die Hauptrolle des Psychiaters Ronald D. Laing, einem wichtigen Kritiker der freudschen Psychoanalyse und Mitbegründer der antipsychiatrischen Bewegung. Im März kehrte er für nur drei Monate (strictly limited run) auf die West-End-Bühne des Wyndham’s Theatre zurück, diesmal nicht mit der RSC, sondern in der Rolle des Don Juan in Patrick Marbers moderner Adaption Don Juan in Soho.
Im Dezember 2017 wurde das Low-Budget-Projekt You, Me and Him weltweit online veröffentlicht, der Kinostart folgt im April 2018. Nach dem Kurzfilm 96 Ways to Say I Love You (2015, ebenfalls mit David Tennant) ist dies das Kinodebüt der befreundeten Daisy Aitkens, sie schrieb in beiden Fällen das Drehbuch und führte Regie. Die außerordentlich niedrigen Produktionskosten von nur 160 000 US-Dollar konnten nur erreicht werden, da es sich um ein Gemeinschaftsprojekt einer Gruppe von Freunden und Familie handelt. Große Teile der Finanzierung übernahmen David und Georgia Tennant mit Unterstützung von Georgias Vater Peter Davison. David übernahm zudem eine Nebenrolle (John bzw. Titelrolle Him), seine Frau unterstützte ihre Freundin als Produzentin (Tennants Produktionsdebüt) und hatte selbst einen Cameo-Auftritt. Auch ihre gemeinsamen Kinder Olive und Wilfred treten kurz in Erscheinung. Verschieden große Rollen übernahmen außerdem Georgias Eltern Peter Davison und Sandra Dickinson sowie die befreundeten Schauspieler Sarah Parish, Faye Marsay, David Warner, Nina Sosanya, Ingrid Oliver, Don Warrington u. a.
Der Animationsfilm Ferdinand (lose basierend auf dem Kinderbuch von 1936) lief ebenfalls im Dezember 2017 weltweit in den Kinos an. Tennant spricht in dem Familienfilm den Jungbullen Angus.
Am 26. Februar 2018 hatte die animierte Science-Fiction-Serie Final Space Premiere. Tennant spricht darin die Rolle des Lord Commander.
Am 4. Mai 2018 kam der Horror-Thriller Bad Samaritan – Im Visier des Killers in die US-amerikanischen Kinos. Unter der Regie von Dean Devlin spielte Tennant den sadistischen Gegenspieler von Robert Sheehans kleinkrimineller Titelfigur.
Im Dezember 2018 lief der aufwändig produzierte Spielfilm Mary Queen of Scots weltweit in den Kinos an. Tennant verkörperte hierin den schottischen Reformator John Knox. Noch im selben Jahr hätte ursprünglich die Produktionsphase des Animationsfilms Chew (Adaption der gleichnamigen Comicserie) nach über fünf Jahren zu Ende gehen sollen. 2015 hatte Tennant dafür bereits die Stimme des Bösewichtes Mason Savoy eingesprochen, dessen Rolle ursprünglich für seinen 2014 verstorbenen US-amerikanischen Schauspielkollegen Robin Williams vorgesehen war. Obwohl auch die Aufnahmen der weiteren Hauptdarsteller Steven Yeun und Felicia Day bereits im Kasten und die Animationsproduktion zum großen Teil abgeschlossen war, gab Produktionsleiter Rob Guillory im April 2017 bekannt, aus nicht weiter erklärlichen Gründen („Hollywood kann manchmal seltsam sein“) sei das Animationsprojekt „endgültig gestorben“ – es gebe aber zugleich Fortschritte bei einer geplanten Realverfilmung.
Gemeinsam mit Michael Sheen ist Tennant 2019 in der Hauptrolle des Dämons Crowley (Sheen als Engel Erziraphael) in Neil Gaimans sechsteiliger BBC-Miniserie Good Omens zu sehen. Es handelt sich um eine Verfilmung des gleichnamigen Romans von Gaiman und Terry Pratchett. Die Dreharbeiten wurden im Februar 2018 abgeschlossen und die Serie am 31. Mai 2019 auf Amazon Prime erstveröffentlicht.

### Seit 2020
Die COVID-19-Pandemie legte im Jahr 2020 die meisten kulturellen Veranstaltungen und auf Kooperation größerer Menschengruppen basierende Kunstprojekte wie Filmdreh und Theaterstücke lahm. So mussten sowohl Proben als auch die Premiere des Theaterstückes Good immer weiter verschoben werden und es kam erst zwei Jahre später, im Oktober 2022, auf die Londoner West-End-Bühne. Tennant spielt darin die Hauptrolle des Literaturprofessors John Halder, der zu Beginn der 1930er Jahre in Frankfurt versucht, den Antisemitismus in Ideologie und Handlungsstrukturen des „Dritten Reichs“ zu rationalisieren/rechtfertigen. Für seine Darbietung ist er neben Johnathan Bailey, Jodie Comer, Carrie Hope Fletcher, Mei Mac und Rafe Spall für den WhatsOnStage-Award als Bester Darsteller in einem Theaterstück nominiert.
Noch 2020 erschienen aber trotz der anhaltenden Situation mehrere kleinere Projekte Tennants, die zum Teil schon vor Pandemiebeginn abgedreht worden waren. Darunter waren die Fernsehmehrteiler (Miniserien) Deadwater Fell und Des, in denen Tennant jeweils die Hauptrolle übernahm, und ein von ihm moderierter Doku-Dreiteiler über die Entstehung Roter Zwerge. Hinzu kam mit der sechsteiligen Sitcom Staged ein besonderes Filmprojekt, das die Situation während des anhaltenden Lockdowns in Großbritannien komödiantisch darstellen sollte. Tennant übernahm hier ein weiteres Mal nach Good Omens neben Michael Sheen eine der Hauptrollen, beide spielen parodistische Versionen ihrer selbst. Als Schauspieler versuchen sie, während der nationalen Ausgangssperren Luigi Pirandellos Metadrama Sechs Personen suchen einen Autor einzustudieren. Neben ihnen sind Tennants Ehefrau Georgia, Sheens Freundin Anna Lundberg, sowie der Regisseur Simon Evans und dessen Schwester Lucy Eaton zu sehen. Samuel L. Jackson, Adrian Lester und Judi Dench haben ebenfalls Gastauftritte als sie selbst. Gedreht wurde die BBC-One-Miniserie mithilfe von Videokonferenz-Technik.
2021 erschien neben dem Fernseh-Achtteiler In 80 Tagen um die Welt (nach dem Roman Reise um die Erde in 80 Tagen von Jules Verne) mit Tennant in einer Hauptrolle als Phileas Fogg auch das Videospiel Doctor Who – The Edge of Reality.
Am 15. April 2022 gab die BBC bekannt, dass Tennant gemeinsam mit Catherine Tate mit Dreharbeiten für die Doctor-Who-Specials zum 60. Jubiläum der Serie im Jahr 2023 begonnen hat.
Am 17. Februar 2024 hatte Tennant einen Gastauftritt im Finale der fünften Staffel der britischen Version von The Masked Singer. Er präsentierte per Videobotschaft Hinweise zu den drei verbliebenen Kandidaten.

### Privatleben und Engagement
Tennant heiratete im Dezember 2011 die Schauspielerin Georgia Moffett, Tochter von Doctor-Who-Darsteller Peter Davison, mit der er bereits seit 2008 liiert war. Im April 2011 kam als erstes gemeinsames Kind eine Tochter zur Welt. Wenige Monate später adoptierte Tennant auch Moffetts damals zehnjährigen Sohn Ty, der heute auch als Schauspieler tätig ist. 2013 wurde ein zweiter Sohn geboren, zwei weitere Töchter 2015 und 2019. Die Familie lebt in London.
Politisch steht Tennant auf der Seite der Labour Party und wirkte 2005 und 2010 in deren Wahlwerbespots mit.
Er ist Schirmherr der Stiftung Headway Essex (Versorgung, Unterstützung und Rehabilitation von Kindern und Erwachsenen mit Hirnverletzungen) und der britischen Association for International Cancer Research (Krebsforschung); 2007 war seine Mutter an Krebs verstorben. Außerdem unterstützt er die LGBTQ+ Community, insbesondere Personen, welche sich als Nonbinär identifizieren. In Interviews trägt er häufig Pride Pins um seine Solidarität zu zeigen.
Seit 2012 ist er Vorstandsmitglied der Royal Shakespeare Company.

## Filmografie

### Schauspieler
Filme
- 1993: Spaces (Kurzfilm)
- 1993: The Brown Man (Fernsehfilm)
- 1996: Herzen in Aufruhr (Jude)
- 1997: Bite (Kurzfilm)
- 1998: L.A. Without a Map
- 1999: The Last September
- 2000: Being Considered
- 2001: Sweetnight Goodheart (Kurzfilm)
- 2002: Nine 1/2 Minutes (Kurzfilm)
- 2003: Bright Young Things
- 2004: Traffic Warden (Kurzfilm)
- 2004: Old Street (Kurzfilm)
- 2004: The Deputy (Fernsehfilm)
- 2005: The Quatermass Experiment (Live-Fernsehfilm)
- 2005: Harry Potter und der Feuerkelch (Harry Potter and the Goblet of Fire)
- 2006: The Chatterley Affair (Fernsehfilm)
- 2007: Recovery (Fernsehfilm)
- 2007: Learners (Fernsehfilm)
- 2008: Einstein and Eddington (Fernsehfilm)
- 2009: Nan’s Christmas Carol (Fernsehfilm der Catherine Tate Show)
- 2009: Glorious 39
- 2009: Die Girls von St. Trinian 2 – Auf Schatzsuche (St. Trinian’s 2: The Legend of Fritton’s Gold)
- 2009: Hamlet (RSC-Fernsehfilm)
- 2011: United
- 2011: Wer ist die Braut? (The Decoy Bride)
- 2011: Fright Night
- 2012: Nativity 2: Danger in the Manger
- 2013: Der Tag des Doktors (The Day of the Doctor)
- 2013: The Five(ish) Doctors Reboot (Kurzfilm)
- 2014: Ein Schotte macht noch keinen Sommer (What We Did on Our Holiday)
- 2015: 96 Ways to Say I Love You (Kurzfilm)
- 2017: Mad to Be Normal
- 2017: You, Me and Him
- 2018: Bad Samaritan – Im Visier des Killers (Bad Samaritan)
- 2018: Maria Stuart, Königin von Schottland (Mary Queen of Scots)
- 2025: The Thursday Murder Club

Miniserien (Fernseh-Mehrteiler)
- 1994: Takin’ Over the Asylum (Sechsteiler, alle Teile)
- 1998: Duck Patrol (Siebenteiler, alle Teile)
- 2004: Blackpool (Sechsteiler, alle Teile)
- 2004: He Knew He Was Right (Vierteiler, alle Teile)
- 2005: Casanova (Dreiteiler, alle Teile)
- 2005: Der Feind in meinem Haus (Secret Smile, Zweiteiler, beide Teile)
- 2010: Single Father (Vierteiler, alle Teile)
- 2012: True Love (Fünfteiler, Teil 1)
- 2013: Die Spione von Warschau (The Spies of Warsaw, Dreiteiler, alle Teile)
- 2013: Der Mann an ihrer Seite (The Politician’s Husband, Dreiteiler, alle Teile)
- 2013: Der Anwalt des Teufels (The Escape Artist, Dreiteiler, alle Teile)
- 2019: Criminal: Vereinigtes Königreich (Criminal: UK, Anthologieserie, Folge 1×01)
- 2020: Deadwater Fell (Vierteiler, alle Teile)
- 2020: Staged (Sechsteiler, alle Teile)
- 2020: Red Dwarf: The First 3 Million Years (Dokumentar-Dreiteiler, Moderator alle Teile)
- 2020: Des (Dreiteiler, alle Teile)
- 2021: In 80 Tagen um die Welt (Around The World In 80 Days)
- 2022: Inside Man (Vierteiler, alle Teile)
- 2024: Rivals

Serien
- 1988: Dramarama (Folge 6×13 The Secret of Croftmore)
- 1992: Strathblair (Folge 1×01)
- 1992: Bunch of Five (Folge 1×05 Miles Better)
- 1993: Rab C Nesbitt (Folge 3×02 Touch)
- 1995: The Bill (Folge 11×128 Deadline)
- 1995: The Tales of Para Handy (Folge 2×02 Para Handy’s Piper)
- 1996: A Mug’s Game (Folge 1×04)
- 1997: Holding the Baby (Folge 1×02)
- 1997: Conjuring Shakespeare (Folge 1×06 Like a Virgin)
- 1999: Love in the 21st Century (Folge 1×01 Reproduction)
- 2000: The Mrs Bradley Mysteries (Folge 2×01 Death at the Opera)
- 2000: Randall and Hopkirk (Folge 1×01 Drop Dead)
- 2001: High Stakes (Folge 2×01 The Magic Word)
- 2001: People Like Us (Folge 2×04 The Actor)
- 2002: Foyle’s War (Folge 1×03 A Lesson in Murder)
- 2003: Terri McIntyre (6 Folgen)
- 2003: Trust (Folge 1×06)
- 2003: Posh Nosh (zwei der neun Minisoden)
- 2003: Spine Chillers (Folge 1×01)
- 2005–2010, 2013, 2022–2023: Doctor Who (53 Folgen)
- 2006: Auf den Spuren meiner Ahnen (Who Do You Think You Are?, Dokuserie, Folge 3×04)
- 2006: Ready Steady Cook (eine Folge)
- 2006: The Romantics (Folge 1×01)
- 2007: Dead Ringers (Folge 7×06)
- 2007: Extras (Weihnachtsspecial)
- 2007: Top Gear (Folge 10×10)
- 2008: Trick or Treat (2 Folgen)
- 2009: The Sarah Jane Adventures (Folgen 3×05–3×06)
- 2009: QI (Folge 7×05)
- 2009: Never Mind the Buzzcocks (Folge 23×12)
- 2010: Ask Rhod Gilbert (Folge 1×05)
- 2011: This is Jinsy (Folge 1×01)
- 2012: Playhouse Presents (Folge 1×01 The Minor Character)
- 2012: Comedy World Cup (Moderator)
- 2013–2017: Broadchurch (alle 24 Folgen)
- 2014: Gracepoint (alle 10 Folgen)
- 2015–2019: Marvel’s Jessica Jones (13 Folgen)
- 2016: Room 101 (Folge 16×01)
- 2018: Hang Ups (Folge 1×02)
- 2018: Camping (8 Folgen)
- 2018–2020, 2023: There She Goes (10 Folgen)
- 2019–2023: Good Omens (12 Folgen)

### Synchronsprecher
Filme
- 2006: Free Jimmy (Stimme des Hamish)
- 2007: The Human Footprint (Fernsehfilm, Erzähler)
- 2009: Das Geheimnis der Schwärme: Fantastische Versammlungen im Tierreich (Swarm: Nature’s Incredible Invasions, Erzähler)
- 2010: Drachenzähmen leicht gemacht (How to Train Your Dragon, Stimme von Spitelout)
- 2011: The Itch of the Golden Nit (Kurzfilm, Stimme des Nachrichtensprechers / Stretchy McStretch)
- 2011: Shrek: Once Upon a Time (Erzähler)
- 2012: Die Piraten! – Ein Haufen merkwürdiger Typen (The Pirates! – In an Adventure with Scientists, Stimme von Charles Darwin)
- 2014: Postman Pat: The Movie (Stimme von Wilf)
- 2014: Die fantastische Reise der Vögel in 3D (Earthflight 3D, Zusammenschnitt der 6-teiligen BBC-Doku von 2011, Erzähler)
- 2015: Reds and Grays (Stimme von Robbie)
- 2016: Feuerwehrmann Sam: Achtung Außerirdische! – Der Kinofilm (Fireman Sam: Alien Alert, Stimme von Buck Douglas)
- 2017: Ferdinand – Geht STIERisch ab! (Ferdinand, Stimme von Angus)
- 2019: Drachenzähmen leicht gemacht 3: Die geheime Welt (How to Train Your Dragon: The Hidden World, Stimme von Spitelout/Ivar the Witless)
- 2021: Willkommen bei den Louds – Der Film (The Loud House Movie)
- 2022: Maurice der Kater (The Amazing Maurice)

Miniserien (Fernseh-Mehrteiler)
- 2009: Dreamland (Sechsteiler, Stimme des Doctors in allen Teilen)
- 2011: Die fantastische Reise der Vögel (Earthflight, Sechsteiler, Erzähler aller Teile)
- 2014: Delfine hautnah (Dolphins – Spy in the Pod, Zweiteiler, Erzähler beider Teile)
- 2017: Spione im Tierreich (Spy in the Wild, im Original Fünfteiler, Erzähler aller Teile, Deutsche Fassung Zweiteiler)

Serien
- 2005: Doctor Who: A New Dimension (Erzähler)
- 2008: Everest ER (Erzähler)
- 2009: Troubled Young Minds (Erzähler)
- 2010: Eddie Izzard: Marathon Man (Erzähler)
- 2010: My Life (Folge Karate Kids, Erzähler)
- 2010: Diet or My Husband Dies (Erzähler)
- 2010: Stealing Shakespeare (Erzähler)
- 2010: Polar Bear: Spy on the Ice (Erzähler)
- 2011: The Father of Australia (Erzähler)
- 2011: The TA & The Taliban (Erzähler)
- 2011: Gerry Rafferty: Right Down the Line (Erzähler)
- 2011–2012: Twenty Twelve (Mockumentary, alle 13 Folgen, Erzähler)
- 2012: Tree Fu Tom (Stimme von Twigs)
- 2012–2013: Star Wars: The Clone Wars (Stimme von Huyang)
- 2012: Wild About Pandas (Erzähler)
- 2012: We Won’t Drop the Baby (Erzähler)
- 2012: Secret Universe: The Hidden Life of the Cell (Erzähler)
- 2012–2013, 2015–2018: DreamWorks Dragons (Stimme von Spitelout)
- 2013: Pinguine hautnah (Penguins – Spy in the Huddle, Erzähler)
- 2013: Der Fisch-Club (Fish Hooks, 2 Folgen, Stimme von Oscars Gehirn)
- seit 2014: W1A (Erzähler)
- 2015: Pets – Wild at Heart (Erzähler)
- 2015: Growing Up Wild (Erzähler)
- 2015: Jake und die Nimmerland Piraten (Jake and the Neverland Pirates, 2 Folgen, Stimme)
- 2015: Micky Maus Wunderhaus (Mickey Mouse Clubhouse, Folge 4×21 Mickey’s Monster Musical, Stimme von Igor the Door)
- 2015: Knights of Classic Drama (Erzähler)
- 2015: Inside Einstein’s Mind: The Enigma of Space and Time (Erzähler)
- 2015–2016: Teenage Mutant Ninja Turtles (15 Folgen, Stimme des Fugitoid)
- 2017–2021: DuckTales (Stimme von Dagobert Duck)
- 2018–2021: Final Space (Stimme des Lord Commander)
- 2019: Gen:Lock (Stimme von Dr. Rufus Weller)
- 2022: The Legend of Vox Machina (Stimme von General Krieg)
- 2023: Ahsoka (Stimme von Huyang)
- 2024: Star Wars: Die Abenteuer der jungen Jedi (Star Wars: Young Jedi Adventures, Stimme von Huyang)

## Theater
| Jahr      | Theaterstück                                        | Rolle                        | Bühne                                                  | Anmerkungen |
| --------- | --------------------------------------------------- | ---------------------------- | ------------------------------------------------------ | --- |
| 1989      | The Ghost of Benjy O’Neil                           | Der Geist                    |                                                        | Phantom Productions |
| 1990      | Fools                                               | Leon Steponovitch Tolchinsky | Chandler Studio (RSAMD), Glasgow                       | Made in Glasgow (Studenten-Ensemble der Royal Scottish Academy of Music and Drama) |
| 1990      | Die zwölf Geschworenen                              | Richter 8                    | Arches Theatre, Glasgow                                | Twelve Angry Men; Theatre Positive Scotland, Regie: Iain Reekie |
| 1991      | Mozart from A to Z                                  | Mozart                       | RSAMD, Glasgow                                         | Royal Scottish Academy of Music and Drama |
| 1991      | Der aufhaltsame Aufstieg des Arturo Ui              | Mehrere Rollen zugleich      | Arches Theatre, Glasgow                                | The Resistible Rise of Arturo Ui; 7:84 Theatre Company Scotland; Tennants professionelles Debüt nach Abschluss des Studiums an der RSAMD |
| 1991–1992 | Shinda the Magic Ape                                | Kenny                        | Royal Lyceum Theatre, Edinburgh                        | Wechsel zur Royal-Lyceum-Theatre-Company, Edinburgh |
| 1992      | Jump the Life to Come                               | Malcolm                      | Arches Theatre, Glasgow                                | 7:84 Theatre Company Scotland |
| 1992      | Merlin                                              | Arthur                       | Royal Lyceum Theatre                                   | RLT Company Edinburgh |
| 1992      | Scotland Matters                                    | Mehrere Rollen zugleich      | Arches Theatre, Glasgow                                | 7:84 Theatre Company Scotland |
| 1992      | Hay Fever                                           | Simon                        | Royal Lyceum Theatre                                   | Produktion der RLT Company Edinburgh |
| 1992      | Wer hat Angst vor Virginia Woolf?                   | Nick                         | Dundee Repertory Theatre                               | Who’s Afraid of Virginia Woolf |
| 1992      | Tartuffe                                            | Valere                       | Dundee Repertory Theatre                               | |
| 1992–1993 | Merlin the Magnificent and the Adventures of Arthur | Arthur                       | Dundee Repertory Theatre                               | Panto (traditionelles britisches Familien-Slapstick-Musical zur Weihnachtszeit) |
| 1993      | Antigone                                            | Haemon                       | Arches Theatre, Glasgow                                | 7:84 Theatre Company Scotland |
| 1993–1994 | Die Prinzessin und der Kobold                       | Curdie                       | Dundee Repertory Theatre                               | The Princess and the Goblin Christmas Panto |
| 1994      | Eines langen Tages Reise in die Nacht               | Edmund                       | Dundee Repertory Theatre                               | Long Day’s Journey into Night |
| 1994      | The Slab Boys Trilogy                               | Alan                         | Young Vic (The Cut, London)                            | England- und London-Debüt |
| 1994–1995 | What the Butler Saw                                 | Nicholas „Nick“ Beckett      | Theatre Royal, Bath RNT’s Lyttelton Theatre            | Inszenierungen des Royal National Theatre |
| 1995      | An Experienced Woman Gives Advice                   | Kenny                        | Royal Exchange Theatre, Manchester                     | |
| 1996      | Die Glasmenagerie                                   | Tom                          | Dundee Repertory Theatre                               | The Glass Menagerie |
| 1996      | Wie es euch gefällt                                 | Touchstone                   | Royal Shakespeare Theatre                              | As You Like It, Inszenierung der Royal Shakespeare Company |
| 1996      | The General from America                            | Hamilton                     | Royal Shakespeare Theatre                              | Inszenierung der Royal Shakespeare Company |
| 1996      | The Herbal Bed                                      | Jack Lane                    | Royal Shakespeare Theatre                              | Inszenierung der Royal Shakespeare Company |
| 1997      | Hurly Burly                                         | Mickey                       | Old Vic (The Cut, London); Queen’s Theatre             | West-End-Debüt |
| 1997      | Tamagotchi Heaven                                   | Boyfriend                    |                                                        | kein Bühnenauftritt, vorab gefilmte Videoaufnahme während des Stückes abgespielt |
| 1997      | Matters of Life and Death – „Blue“                  | David Tennant                | Chelsea Theatre, London                                | |
| 1998      | The Real Inspector Hound                            | Moon                         | Comedy Theatre, London                                 | |
| 1998      | Black Comedy                                        | Brinsley Miller              | Comedy Theatre, London                                 | |
| 1998      | For One Night Only                                  |                              | The Other Place                                        | Darbietung als Teil des Stratford-upon-Avon Fringe Festivals am 19. Juli 1998 |
| 1999      | Vassa – Scenes from Family Life                     | Pavel                        | Albery Theatre, London                                 | |
| 1999      | Edward III                                          | Eduard, der schwarze Prinz   | Shakespeare’s Globe, London                            | szenische Lesung |
| 1999      | König Lear                                          | Edgar                        | Royal Exchange Theatre, Manchester                     | King Lear |
| 2000      | Die Komödie der Irrungen                            | Antipholus von Syrakus       | Royal Shakespeare Theatre                              | The Comedy of Errors, Inszenierung der Royal Shakespeare Company |
| 2000      | The Rivals                                          | Jack                         | Royal Shakespeare Theatre                              | Inszenierung der Royal Shakespeare Company |
| 2000      | Romeo und Julia                                     | Romeo                        | Royal Shakespeare Theatre                              | Romeo and Juliet, Produktion der Royal Shakespeare Company |
| 2000      | Laughter in the Dark                                | Dawid Tenemann               | The Other Place, London                                | kein Bühnenauftritt, gefilmtes Segment |
| 2001      | Ein Mittsommernachtstraum                           | Lysander/Flaut               | Royal Shakespeare Theatre                              | A Midsummer Night’s Dream, Inszenierung der Royal Shakespeare Company |
| 2001      | Comedians                                           | Gethin Price                 |                                                        | |
| 2001      | Medea                                               | Bodyguard                    | Royal National Theatre                                 | szenische Lesung |
| 2002      | Push-Up                                             | Robert                       | Royal Court Theatre, London                            | |
| 2002      | Lobby Hero                                          | Jeff                         | Donmar Warehouse Ambassadors Theatre (London)          | |
| 2003      | London Concert for Peace                            | David Tennant                | Theatre Royal Drury Lane, London                       | Darbietung von „Nevertheless“ |
| 2003–2004 | Der Kissenmann                                      | Katurian                     | National Theatre                                       | The Pillowman |
| 2004      | The Fleer                                           | Lord Piso                    | Shakespeare’s Globe                                    | szenische Lesung im Globe Education Centre |
| 2005–2006 | Blick zurück im Zorn                                | Jimmy Porter                 | Theatre Royal, Bath Lyceum Theatre Royal Court Theatre | Look Back in Anger |
| 2008      | Verlorene Liebesmüh                                 | Berowne                      | Royal Shakespeare Theatre                              | Love’s Labour’s Lost, Inszenierung der Royal Shakespeare Company |
| 2008–2009 | Hamlet                                              | Prinz Hamlet                 | Royal Shakespeare Theatre Novello Theatre, (London)    | Inszenierung der Royal Shakespeare Company; mit Patrick Stewart als Claudius / König Hamlet; 2009 verfilmt |
| 2010      | Celebrity Autobiography                             | Mehrere Rollen zugleich      | Leicester Square Theatre, London                       | [ 80 ] |
| 2011      | Viel Lärm um nichts                                 | Benedick                     | Wyndham’s Theatre, London                              | Much Ado about Nothing; Inszenierung der Royal Shakespeare Company; mit Catherine Tate als Beatrice |
| 2013–2014 | Richard II                                          | König Richard                | Royal Shakespeare Theatre & The Barbican, London       | Inszenierung der Royal Shakespeare Company |
| 2016      | Richard II                                          | König Richard                | The Barbican & The Brooklyn Academy of Music           | USA- und Broadway-Theaterdebüt; Produktion der Royal Shakespeare Company |
| 2017      | Don Juan in Soho                                    | Don Juan                     | Wyndham’s Theatre Donmar Warehouse                     | „strictly limited run“ von nur 11 Wochen |
| 2018      | The Muppets Take the O2                             | Tenth Doctor                 | The O2 Arena, London                                   | Während einer Abwandlung ihres Pigs-In-Space-Sketches (in der alten Fernsehfassung u. a. mit Gast Luke Skywalker) trat am ersten Abend in der O2 Tennant in seiner Doctor Who Rolle des Zehnten Doktor, am zweiten Abend sein Schwiegervater Peter Davison (Fünfter Doktor) auf. |
| 2022      | Good                                                | John Halder                  | Harold Pinter Theatre, London                          | Premiere 2020 aufgrund des pandemiebedingten Lockdowns verschoben. Limited Run vom Oktober bis 24. Dezember 2022. |

## Hörspiele und Hörbücher
Hörbücher werden von einem einzelnen Sprecher, Hörspiele von einer mehrköpfigen Besetzung in verteilten Rollen vorgetragen. Eine Beschreibung beider Tätigkeitsfelder findet sich zusammenfassend unter Hörspielsprecher.

### Hörbücher
- 1998: Classic FM’s 100 Favourite Humorous Poems (abwechselnd mit sieben weiteren Lektoren und Herausgeber Mike Read)
- 1999: Fire in the Heart (BBC Radio 4)
- 2001: He Kills Coppers (Whole Story Audiobooks)
- 2001: The Long Firm (Whole Story Audiobooks)
- 2001: TrueCrime (abwechselnd mit Kenneth Cranham und Sandra Duncan; Whole Story Audiobooks)
- 2001: The Long Firm (Whole Story Audiobooks)
- 2003: Pompeii (BBC Radio 4)
- 2003: The Merlin Conspiracy (abwechselnd mit Emilia Fox)
- 2004: Quite Ugly One Morning (Time Warner)
- 2004: How to Train Your Dragon (1. Teil der How to Train Your Dragon Buchreihe)
- 2004: How to Be a Pirate (2. Teil der How to Train Your Dragon Buchreihe)
- 2004: Quite Ugly One Morning (Time Warner)
- 2004: Starter for Ten (Hodder & Stoughton)
- 2004: Ken Follett’s Whiteout (Macmillan Digital Audio)
- 2005: The Beasts of Clawstone Castle (The Eva Ibbotson CD-Box Set; Macmillan Digital Audio)
- 2006: Doctor Who: The Stone Rose (BBC Audio)
- 2006: Doctor Who: The Resurrection Casket (BBC Audio)
- 2006: Doctor Who: The Feast of the Drowned (BBC Audio)
- 2006: How to Speak Dragonese (3. Teil der How to Train Your Dragon Buchreihe)
- 2007: How to Cheat a Dragon’s Curse (4. Teil der How to Train Your Dragon Buchreihe)
- 2008: Doctor Who: Pest Control (BBC Audio)
- 2009: Classic FM Favourite Poems for Every Occasion Chosen by Classic FM Listeners (abwechselnd mit 26 weiteren Lektoren; Hodder & Stoughton Audio)
- 2009: Doctor Who: The Day of the Troll (BBC Audio)
- 2009: From Shakespeare ~ With Love – The Best of Sonnets, 400th Anniversary Edition (Sonett 9 Is it for fear to wet a widow’s eye…; Naxos Audiobooks)
- 2009: How to Twist a Dragon’s Tale (5. Teil der How to Train Your Dragon Buchreihe)
- 2010: Bear Snores On (Simon & Schuster Children’s Books)[84]
- 2010: Book at Bedtime – A Night with a Vampire (BBC Radio 4)[85]
- 2010: Doctor Who: The Last Voyage (BBC Audio)
- 2010: Doctor Who: Dead Air (BBC Audio)
- 2010: Dogfish (Simon & Schuster Children’s Books)
- 2010: Hairy Maclary Story Collection (8 Geschichten; Puffin Books)
- 2010: How Roald Dahl Shaped Pop (BBC Radio 2)[86]
- 2011: My Sister Lives on the Mantelpiece (Orion Books)[87]
- 2010: How to Ride a Dragon’s Storm (7. Teil der How to Train Your Dragon Buchreihe)
- 2010: MacB (BBC Radio 4)
- 2011: A Hero’s Guide to Deadly Dragons (6. Teil der How to Train Your Dragon Buchreihe)
- 2011: Book at Bedtime – A Night with a Vampire 2 (BBC Radio 4)[88]
- 2011: Chitty Chitty Bang Bang Flies Again (Macmillan Digital Audio)[89]
- 2011: How to Break a Dragon’s Heart (8. Teil der How to Train Your Dragon Buchreihe)
- 2011: My Sister Lives on the Mantelpiece (Orion Books)[90]
- 2011: Supermarket Zoo (Simon & Schuster)
- 2011: Tales of Hans Christian Andersen (auch The Brave Tin Soldier and Other Fairy Tales[91]/ The Emperor’s New Clothes and Other Fairy Tales;[92] zwei von sechs Märchen; BBC Learning)[93][94]
- 2011: The Pied Piper of Hamelin (BBC Audio)[95][96][97]
- 2011: Elisabeth Sladen – The Autobiography (Foreword)
- 2012: Book at Bedtime – Stonemouth (BBC Radio 4)
- 2012: Chitty Chitty Bang Bang
- 2012: How to Steal a Dragon’s Sword (9. Teil der How to Train Your Dragon Buchreihe)
- 2012: Jack and the Flum Flum Tree (Macmillan Digital Audio)
- 2012: On Her Majesty’s Secret Service (BBC Audio)[98]
- 2012: Silver – The Return to Treasure Island (Whole Story Audiobooks)[99]
- 2012: The Rhyming Rabbit (Macmillan Digital Audio)
- 2014: How to Seize a Dragon’s Jewel (10. Teil der How to Train Your Dragon Buchreihe)
- 2015: How to Betray a Dragon’s Hero (11. Teil der How to Train Your Dragon Buchreihe)
- 2016: Chitty Chitty Bang Bang Over the Moon
- 2016: Chitty Chitty Bang Bang and the Race Against Time
- 2016: Doctor Who: Tenth Doctor Tales (BBC Worldwide Limited)[100]
  - Pest Control (Teil 1)
  - The Day of the Troll (Teil 5)
  - Dead Air (Teil 7)
- 2016: How to Fight a Dragon’s Fury (12. Teil der How to Train Your Dragon Buchreihe; Hachette Children’s Books)[101]
- 2016: The Ebb Tide (BBC Radio 4)[102]
- 2017: The Wizards of Once (1. Teil der The Wizards of Once Buchreihe; Hodder Children’s Books)[103]
- 2018: Twice Magic (2. Teil der The Wizards of Once Buchreihe; Hodder Children’s Books)[104]
- 2019: H. G. Wells – The Science Fiction Collection (Buch 1: The War of the Worlds; Audible Audiobooks Unabridged)
- 2019: Warhammer Adventures: Warped-Galaxies-Trilogie (Games Workshop Ltd.)
  - Attack of the Necron (1. Teil)[105]
  - Claws of the Genestealer (2. Teil)[106]
  - Secrets of the TAU (3. Teil)[107]
- 2019: David Tennant – Audible Sessions (Audible Ltd.)[108]
- 2020: Knock Three Times (3. Teil der The Wizards of Once Buchreihe; Hodder Children’s Books)[109]

### Hörspiele und Radiobeiträge
- 1993: The Fifty Friends of Simon Goberschmitt (Raymond; BBC Radio 4)
- 1993: The Strange Case of Dr. Jekyll and Mr. Hyde (Policeman; BBC Radio 4)
- 1994: Knocking on Heaven’s Door (Lindsay Lerner; BBC Radio 4)
- 1996: Paint Her Well (The Son; BBC Radio 4)
- 1998: Hemlock and After (Eric Craddock; BBC Radio 4)
- 1998: The Airmen Who Would Not Die (Captain Raimond „Hinch“ Hinchliffe; BBC Radio 4)
- 1998: The Golden Triangle: The Order of Release (John Everett Millais; BBC Radio 4)
- 2000: Henry IV, Part 1 (Henry IV; Arkangel Shakespeare)
- 2000: Henry IV, Part 2 (Henry IV; Arkangel Shakespeare)
- 2000: Henry IV, Part 3 (Henry IV; Arkangel Shakespeare)
- 2000: The Sea (Willy Carson; BBC Radio 3)
- 2000: Henry VI Parts 1–3 unabridged (Arkangel Shakespeare)
- 2000: King Lear (Penguin/Arkangel Shakespeare)
- 2001: Doctor Who: Colditz (Feldwebel Kurtz; Big Finish)
- 2001: Dr Finlay: Adventures of a Black Bag (Jackson; BBC Radio 4)
- 2001: Much Ado about Nothing (Benedick; BBC Radio 4)
- 2001: Sunday Worship (Beitrag; BBC Radio 4)
- 2002: Dr Finlay: Further Adventures of a Black Bag (McKellor; BBC Radio 4)
- 2002: Facade (William Walton; BBC Radio 4)[110]
- 2002: Island (Calum; BBC Radio 4)
- 2002: The Museum (Brian; BBC Radio 4)
- 2002: A Quick Change (Colin; BBC Radio 4)
- 2003: Caesar! (Era 3: Peeling Figs for Julius; Caligula; BBC Radio 4)
- 2003: Doctor Who: Exile (Time Lord #2 / Pub landlord; Big Finish)
- 2003: Doctor Who: Scream of the Shalka (Caretaker; BBCi)
- 2003: Doctor Who: Sympathy for the Devil (Colonel Brimmecombe-Wood; Big Finish)
- 2003: Mansfield Park (Tom Price; BBC Radio 4)[111]
- 2003: Strangers and Brothers (Donald Howerd; BBC Radio 4)
- 2003: The Amazing Maurice and His Educated Rodents (Dangerous Beans; BBC Radio 4)
- 2003: The Mill on the Floss (Phillip Wakeman/Gypsy; BBC Radio 4)
- 2003: Double Income, No Kids Yet (Radio-Sitcom in drei Staffeln; mit Liz Carling; BBC Worldwide Ltd./ David Spicer / AudioGo Ltd.)
- 2003: The Rotters’ Club (Bill Trotter; BBC Radio 4)
- 2004: Dalek Empire III (Galanar; Big Finish)
  - Dalek Empire 3.1 (Chapter 1): The Exterminators
  - Dalek Empire 3.2 (Chapter 2): The Healers
  - Dalek Empire 3.4 (Chapter 4): The Demons
  - Dalek Empire 3.6 (Chapter 6): The Future
- 2004: Doctor Who: Medicinal Purposes (Daft Jamie; Big Finish)
- 2004: Richard III. (Archbishop/ Ghost of Henry VI; Arkangel Shakespeare)
- 2004: The Merchant of Venice (Launcelot Gobbo; Arkangel Shakespeare)
- 2005: Dixon of Dock Green (PC Andy Crawford; BBC Radio 4)
- 2005: King Lear (Edgar; Arkangel Shakespeare)
- 2005: Macbeth (Porter; Arkangel Shakespeare)
- 2005: Romeo and Juliet (Mercutio; Arkangel Shakespeare)
- 2005: The Adventures of Luther Arkwright (Luther Arkwright; Big Finish)
- 2005: The Comedy of Errors (Antipholus of Syracuse; Arkangel Shakespeare)
- 2005: UNIT 1.4: The Wasting (Colonel Brimmecombe-Wood; Big Finish)
- 2006: The Virgin Radio Christmas Panto (Buttons; Virgin Radio)
- 2007: The Wooden Overcoat (Peter; BBC Radio 4)
- 2007: Doctor Who at the BBC: The Tenth Doctor, presented by Elisabeth Sladen (Beitrag; BBC Audiobooks Ltd./ Audible Audiobooks Original Recording / BBC Worldwide Ltd.)[112]
- 2008: Nebulous (Doctor Beep; BBC Radio 4)
- 2010: Murder in Samarkand (Craig Murray; BBC Radio 4)
- 2010: Of Mice and Men (George Milton; BBC Radio 4)[113]
- 2011: Kafka – The Musical (Franz Kafka; BBC Radio 3)[114]
- 2011: Life and Fate (Nikolai Krymov; BBC Radio 4)[115]
- 2011: Stevenson in Love (Robert Stevenson; BBC Radio 4)
- 2011: The Gobetweenies (Joe; BBC Radio 4)[116]
- 2011: The Purple Land (Richard Lamb; BBC Radio 4)[117]
- 2012: Believe It! (Junger Richard Wilson; BBC Radio 4)[118]
- 2012: Love Virtually (Leo; BBC Radio 4)
- 2012: Romeo and Juliet (Prince Escalus; BBC Radio 3)[119][120]
- 2012: Twelfth Night (Malvolio; BBC Radio 3)[119][120]
- 2012: Waiting for the Boatman (Mario Minniti; BBC Radio 4)
- 2013: Every Seventh Wave (Leo; BBC Radio 4)
- 2013: The Great Scott: Rob Roy (Walter Scott; BBC Radio 4)
- 2013: The Great Scott: The Fair Maid of Perth (Walter Scott; BBC Radio 4)[121]
- 2013: The Great Scott: Waverley (Walter Scott; BBC Radio 4)
- 2014: The Great Scott: Ivanhoe (Walter Scott; BBC Radio 4)
- 2014: The Great Scott: Redgauntlet (Walter Scott; BBC Radio 4)
- 2014: The Great Scott: The Bride of Lammermoor (Walter Scott; BBC Radio 4)
- 2015: Carmilla (Dr. Martin Hesselius; Amazon Audible)[122]
- 2015: The Great Scott: The Antiquary (Walter Scott; BBC Radio 4)[123]
- 2015: The Great Scott: The Heart of Midlothian (Walter Scott; BBC Radio 4)[123]
- 2015: The Great Scott: The Talisman (Walter Scott; BBC Radio 4)[123]
- 2016: Doctor Who – The Tenth Doctor Adventures, Volume 1 (Big Finish Productions)[124]
  - Technophobia (Tenth Doctor)
  - Time Reaver (Tenth Doctor)
  - Death and the Queen (Tenth Doctor)
- 2016: Look Back in Anger (Jimmy Porter; BBC Radio 4)[125]
- 2016: The Beach of Falesa (Wiltshire; BBC Radio 4)[126]
- 2016: The Mark of the Gold Light (Noriam)[127]
- 2016: The Jane Austen BBC Radio Drama Collection: Six BBC Radio Full-Cast Dramatisations (Audible Audiobook Original Recording / BBC Worldwide Limited)
  - Mansfield Park
  - Northanger Abbey
  - Sense and Sensibility
  - Pride and Prejudice
  - Emma
  - Persuasion
- 2017: Doctor Who: The Tenth Doctor Adventures, Volume Two (Big Finish Productions)[128]
  - Infamy of the Zaross (Tenth Doctor)
  - Sword of the Chevalier (Tenth Doctor)
  - Cold Vengeance (Tenth Doctor)
- 2018: Wild Honey (Platanov; BBC Radio 4)[129]
- 2019: Doctor Who: The Tenth Doctor Adventures, Volume Three (Big Finish Productions)[130]
  - No Place (Tenth Doctor)
  - One Mile Down (Tenth Doctor)
  - The Creeping Death (Tenth Doctor)

## Videospiele
- 2014: Kinect Sports Rivals (Erzähler)
- 2015: Lego Dimensions (Tenth Doctor; archivierte Audiodateien verwendet)[131]
- 2015: Just Cause 3 (Propaganda-Minister)[132]
- 2017: Call of Duty: WWII (Drostan Hynd; Stimme und Abbild)
- 2021: Doctor Who – The Edge of Reality (Tenth Doctor; Stimme und Abbild)
- 2021: Ark: Survival Evolved (Sir Edmund Rockwell; Stimme)

## Weitere Werke
Tennant schrieb Vorworte zu bislang drei Büchern befreundeter Autoren: 2006 verfasste er einleitende Worte zu Gary Russells Doctor Who: The Inside Story. 2011 folgte eine Einleitung zu Elisabeth Sladens posthum erschienener Autobiografie im Gedenken an seine Kindheitsheldin und spätere Kollegin und Freundin. Außerdem sprach er seine Worte für das zugehörige Hörbuch (ansonsten gelesen von Caroline John) selbst ein. 2017 schrieb er das Vorwort zu den Memoiren seines Schwiegervaters mit dem Titel Is There Life Outside The Box? An Actor Despairs.

## Auszeichnungen
- 2016: Ehrendoktorwürde für Schauspiel des Royal Conservatoire of Scotland

Laurence Olivier Award
- 2003: Bester Schauspieler – Lobby Hero (nominiert)[136]

Emmy Awards
- 2011: Daytime Emmy, Herausragender Darsteller in einer animierten Sendung – Star Wars: The Clone Wars (gewonnen)[137]

Critics’ Circle Theatre Award
- 2009: Beste Shakespeare-Darbietung – Hamlet (gewonnen; er teilt sich die Auszeichnung mit Sir Derek Jacobi CBE, ausgezeichnet für Twelfth Night).[138]

Ian Charleson Award
- 2000: Nominierung für The Comedy of Errors[139]

BAFTA Awards
- 2007: BAFTA Cymru, Bester Schauspieler – Doctor Who (gewonnen)[140]
- 2009: BAFTA Scotland, Bester Fernsehschauspieler – Doctor Who (nominiert)[141]
- 2014: BAFTA Scotland, Bester Fernsehschauspieler – The Escape Artist (gewonnen)[142]
- 2015: BAFTA Scotland, Bester Filmschauspieler – What We Did on Our Holiday (nominiert)[143]

National Television Awards
- 2006: Beliebtester Schauspieler – Doctor Who (gewonnen)[144]
- 2007: Beliebtester Schauspieler – Doctor Who (gewonnen)[145]
- 2008: Herausragende Darstellung/Drama – Doctor Who (gewonnen)[146]
- 2010: Herausragende Darstellung/Drama – Doctor Who (gewonnen)[147]
- 2014: Bester Fernseh-Kommissar – Broadchurch (gewonnen)[148]
- 2015: Special Recognition Award – entspricht etwa Lebenswerk-Auszeichnung (außer Konkurrenz)[149]

TV Quick und (ab 2009) TV Choice Award
- 2006: Bester Schauspieler – Doctor Who (gewonnen)[150]
- 2007: Bester Schauspieler – Doctor Who (gewonnen)
- 2008: Bester Schauspieler – Doctor Who (gewonnen)[151][152]
- 2011: Bester Schauspieler – Single Father (gewonnen)[153]
- 2013: Bester Schauspieler – Broadchurch (gewonnen)[154]
- 2015: Bester Schauspieler – Broadchurch (gewonnen)
- 2017: Bester Schauspieler – Broadchurch (gewonnen)

People’s Choice Award
- 2015: Beliebtester Schauspieler in einer neuen Fernsehserie – Gracepoint (gewonnen)[155]
- 2016: Beliebtester SciFi-/Fantasy-Fernsehschauspieler – Jessica Jones (nominiert)[156]

Satellite Award
- 2008: Bester Darsteller in einer Dramaserie – Doctor Who (nominiert)[157]

Saturn Award
- 2010: Bester Fernsehschauspieler – Doctor Who: The End of Time (nominiert)[158]
- 2016: Bester Nebendarsteller/Fernsehen – Jessica Jones (nominiert)[159]
- 2019: Bester Schauspieler/Streaming – Good Omens (nominiert)[160]

Scream Award
- 2008: Bester Schauspieler (Science Fiction) – Doctor Who (nominiert)

SFX Awards
- 2007: Bester Fernsehdarsteller – Doctor Who (gewonnen)
- 2008: Bester Fernsehdarsteller – Doctor Who (gewonnen)
- 2010: Bester Fernsehdarsteller – Doctor Who (gewonnen)
- 2011: Bester Fernsehdarsteller – Doctor Who (nominiert)

BBC Audio Drama Award
- 2012: Bester Schauspieler – Kafka: The Musical (gewonnen)[161]

Broadcasting Press Guild Television and Radio Award
- 2006: Bester Schauspieler – Casanova, Secret Smile, Doctor Who (nominiert)[162]
- 2009: Bester Schauspieler – Doctor Who, Einstein & Eddington (nominiert)[163]
- 2010: Bester Schauspieler – Hamlet, Doctor Who (nominiert)[164]
- 2014: Bester Schauspieler – Broadchurch (gewonnen)[165]

Royal Television Society Award
- 2008: Bester Schauspieler – Recovery, Doctor Who (nominiert)[166]
- 2010: Bester Schauspieler – Single Father (nominiert)[167]

Television and Radio Industries Club Award
- 2018: Beste Darbietung (Spielfilm oder Fernsehserie) – Broadchurch (nominiert)[168]

Internationales Filmfestival Shanghai
- 2007: Magnolia Award, Beste Darbietung in einem Fernsehfilm – Recovery (nominiert)[169]

Festival de Télévision de Monte-Carlo
- 2007: Goldene Nymphe, herausragender Darsteller in einer Dramaserie (nominiert)

Newport Beach Film Festival
- 2017: Festival Honors, Herausragende Filmemacherische Leistung/Schauspiel – Mad to Be Normal (gewonnen)[170]

Critics Award for Theatre in Scotland
- 2005: Beste männliche Darstellung – Look Back in Anger (gewonnen)[171]

Evening Standard Theatre Award
- 2009: Bester Schauspieler – Hamlet (nominiert)[172]

BroadwayWorld UK Award
- 2011: Bester Schauspieler – Much Ado About Nothing (gewonnen)

What’s on Stage Award
- 2012: Bester Schauspieler – Much Ado About Nothing (nominiert)[173]
- 2015: Bester Schauspieler in einem Theaterstück – Richard II. (gewonnen)[174]
- 2018: Bester Schauspieler in einem Theaterstück – Don Juan in Soho (gewonnen)[175]
- 2023: Bester Schauspieler in einem Theaterstück – Good (Ergebnis ausstehend)

Theatregoers’ Choice Awards
- 2009: AKA Theater-Event des Jahres – Hamlet (gewonnen)[176][177]

Theatre Management Association Award
- 1996: Bester Schauspieler – The Glass Menagerie und An Experienced Woman Gives Advice (nominiert)[178]

Manchester Evening News Theatre Award
- 1995: Bester Schauspieler – An Experienced Woman Gives Advice (nominiert)[179]

Constellation Award
- 2007: Beste männliche Darstellung in einer Science-Fiction TV-Episode – Doctor Who (gewonnen)[180]
- 2008: Beste männliche Darstellung in einer Science-Fiction TV-Episode – Doctor Who (gewonnen)[181]
- 2010: Beste männliche Darstellung in einer Science-Fiction TV-Episode – Doctor Who (gewonnen)[182]

Glenfiddich Spirit of Scotland Award
- 2007: Screen Award – Schottische Ikone in Film und Fernsehen (gewonnen)[183]

Playing for the Planet Awards
- 2008: Greenest Star on the Planet – „[for being] a great role model for kids everywhere and clearly [being] as passionate at saving the planet as his character ‘The Doctor’“[184] (gewonnen)